# Annona neosericea
Annona neosericea é uma espécie de magnólia .  Foi descrito pela primeira vez por H. Rainer.  Annona neosericea pertence ao gênero Annona e à família Annonaceae .   Não há tipos listados como este. 